# سوزوکی کی
سوزوکی کی (Suzuki Kei) خودرویی است که در سال‌های ۱۹۹۸ تا ۲۰۰۹تولید شده‌است.
این خودرو در کلاس خودرو کی قرار گرفته، است.
موتور آن ۶۵۹ سی‌سی است.

## نگارخانه

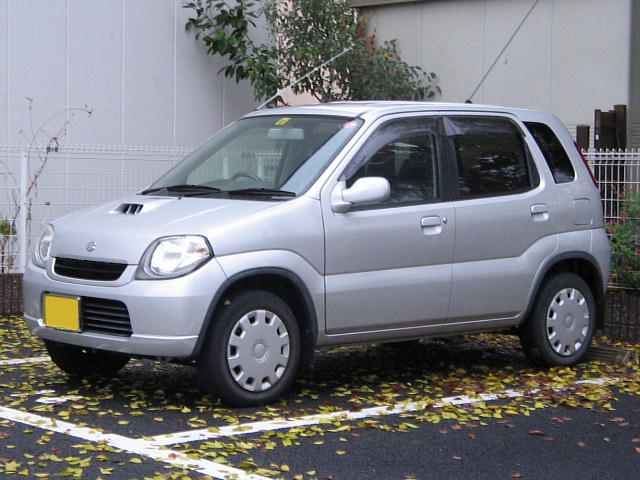
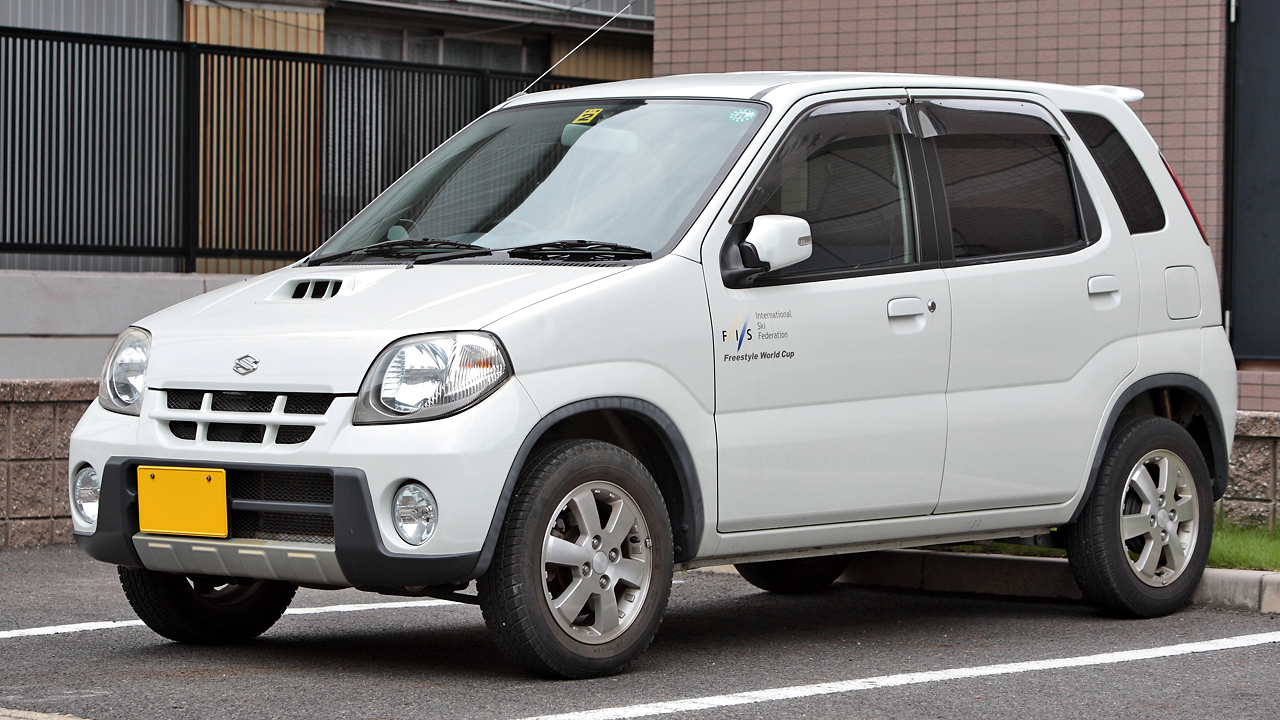
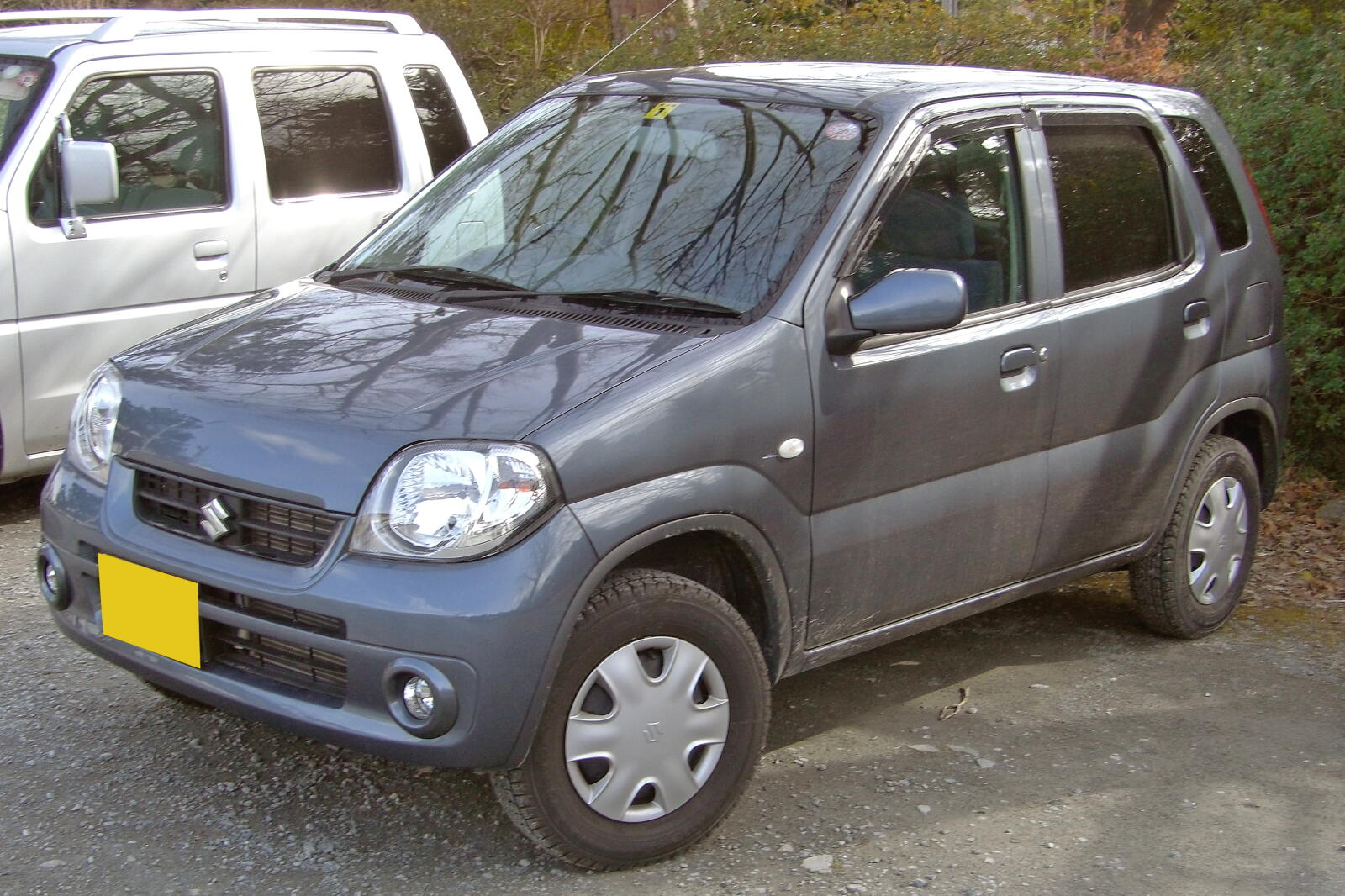